# Вятка-Торф
ЗАО «Вятка-Торф» — российская торфодобывающая компания, осуществляющая разработку торфяных месторождений на территории Кировской области. Крупнейший добытчик торфа в России: занимает примерно половину торфяного рынка страны. Штаб-квартира расположена в городе Кирове. 100 % акций предприятия принадлежат генерирующему холдингу ТГК-5 (в настоящее время — филиалу «Кировский» ПАО «Т Плюс» http://www.tplusgroup.ru/org/kirov/)

## История
Компания была основана в 2002 году на базе обанкротившегося ФГУП «Кировторф». В 2004 году получено 10 лицензий на добычу торфа с действием до 2019 года. В 2007 году 100 % акций «ВяткаТорф» были выкуплены ТГК-5. В 2011 году состоялся запуск инвестиционной программы по техническому переоснащению предприятии ВяткиТорф. Техническое переоснащение позволило кировскому предприятию-лидеру увеличить объёмы добычи торфа и подготовить большие площади месторождений к производству. На участки предприятий поступила новая техника: тракторы новой линейки МТЗ, «New Holland», бульдозеры Б-10 (Т-170), окараванивающие машины, а также современное финское и белорусское оборудование — фрез-барабаны, торфоуборочные комбайны, плоскорезы, профилировщики и машины глубокого фрезерования залежей. Благодаря поступлению новой техники, в 2013 году значительно повысилась производительность труда и объём добычи фрезерного торфа увеличился до рекордных 875 тысяч тонн. В следующие два сезона из-за неблагоприятных погодных условий объёмы добычи снизились. За 2018 год компания добыла 450 тыс. тонн торфа, что на 73 % больше по сравнению с прошлым годом. В 2021-2022 годах добыча держалась на уровне 400 тыс. тонн в год, и составляла около 38% общероссийской.

## Деятельность

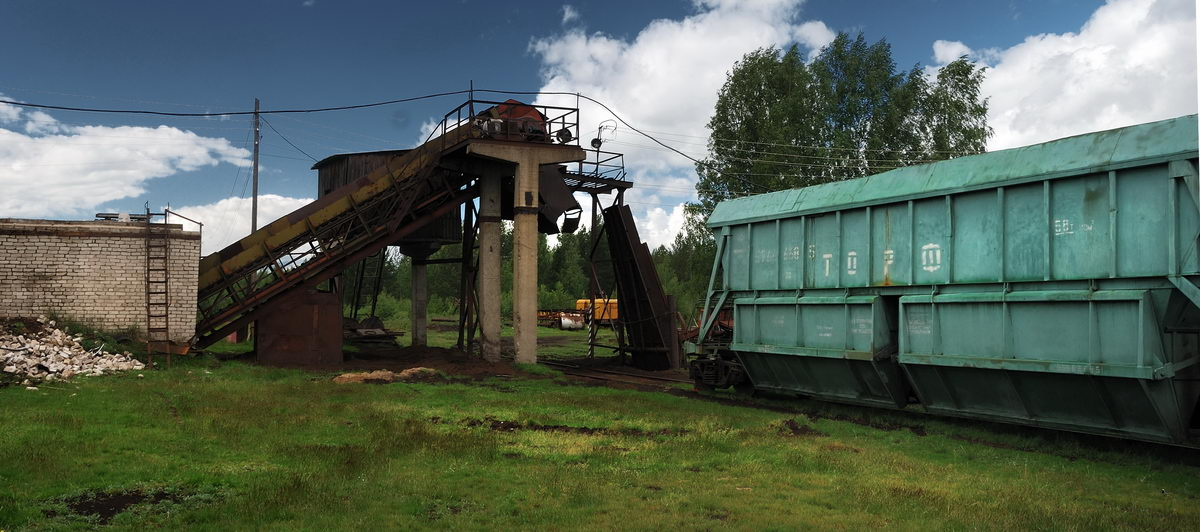
Торфоперегруз (Узкоколейная железная дорога Дымного торфопредприятия)

Компания добывает торф на производственных участках: Каринском (Слободской район, раньше также в Кирово-Чепецком), Пищальском (Оричевский район), Гороховском (Котельничский район) и Дымном (Верхнекамский район), общей площадью 2500 гектар. Разведанные запасы торфа на балансе компании оцениваются в 154 млн тонн (на 2008 год). Ежегодная добыча составляет от 350 до 875 тысяч тонн. Основной потребитель (до 98 %) добываемого торфа — кировская ТЭЦ-4, часть поступает на Шарьинскую ТЭЦ (Костромская область), в МУП ЖКХ Кировской области.
Компания владеет сетью узкоколейных железных дорог шириной колей 750 мм. В 2014 году ЗАО «ВяткаТорф» передало муниципалитету г. Кирово-Чепецка уникальную УЖД через реку Чепцу, работающую здесь с 1942 года (с 2012 года — только на перевозке пассажиров) и соединяющую микрорайон Каринторф с центром города. В 2020 году в связи с убытками предприятия, вызванными переводом объектов энергетики на природный газ, была начата ликвидация железных дорог Дымного и Отворского торфопредприятий.
| Сеть узкоколейных железных дорог:                     | Сеть узкоколейных железных дорог: |
| ----------------------------------------------------- | --------------------------------- |
| Узкоколейная железная дорога Дымного т/пр             | Верхнекамский район               |
| Узкоколейная железная дорога Отворского т/пр          | Котельничский район               |
| Узкоколейная железная дорога Гороховского т/пр        | Котельничский район               |
| Узкоколейная железная дорога Пищальского т/пр         | Оричевский район                  |
| Каринская узкоколейная железная дорога (Каринское ТУ) | Кирово-Чепецкий район             |